# Willie Vassallo
Willie Vassallo (Gżira, 4 settembre 1949 – Melbourne, 6 aprile 2025) è stato un calciatore maltese, di ruolo centrocampista.

## Biografia

### Nazionale
Collezionò ventotto presenze con la propria Nazionale.

### Morte
Vassallo morì nel 2025 a Melbourne, in Australia.

## Vita privata
Dal suo unico matrimonio nacquero un figlio e una figlia.

## Palmarès

### Individuale
- Calciatore maltese dell'anno: 1

1973-1974